# Claudius Stein
Claudius Stein (* 1978 in Erding) ist ein deutscher Archivar und Historiker. Stein ist seit 2015 Regierungsrat am Universitätsarchiv der Ludwig-Maximilians-Universität in München.

## Leben
Stein besuchte das Gymnasium Erding, das er 1998 mit dem Abitur verließ. Ab 1999 studierte er Bayerische Geschichte und Vergleichende Landesgeschichte sowie Kirchengeschichte des Mittelalters und der Neuzeit an der Ludwig-Maximilians-Universität München. 2004 beendet er sein Studium als Magister Artium mit einer Arbeit über den Typus des aufgeklärten Beamten in Kurbayern. Dafür erhielt er noch im gleichen Jahr den Michael-Doeberl-Preis der Gesellschaft der Münchner Landeshistoriker. 2004 wurde Stein Wissenschaftliche Hilfskraft am Archiv der Ludwig-Maximilians-Universität, wo er bereits seit 2000 als Studentische Hilfskraft tätig war.
Stein promovierte 2006 an der Münchener Universität mit der Dissertation Staatskirchentum, Reformkatholizismus und Orthodoxie im Kurfürstentum Bayern. Der Erdinger Landrichter Joseph von Widnmann (1781–1803) und sein Umfeld zum Dr. phil. Das Werk wurde 2007 als Band 157 der Schriftenreihe zur bayerischen Landesgeschichte im Beck Verlag veröffentlicht. 2008 wurde er Wissenschaftlicher Mitarbeiter am Archiv der Ludwig-Maximilians-Universität und Pfleger des Archivs und der Sammlungen des Herzoglichen Georgianums. Seit 2015 ist Stein Regierungsrat am Universitätsarchiv in München. Seine Forschungsschwerpunkte sind unter anderem die Bayerische Geschichte, Kirchen- und Kunstgeschichte, Archiv- und Bibliotheksgeschichte sowie die Bildungs- und Wissenschaftsgeschichte der Ludwig-Maximilians-Universität und des Herzoglichen Georgianum.
Claudius Stein ist Autor, Herausgeber und Rezensent zahlreicher Fachveröffentlichungen. Er ist Mitautor der Zeitschrift Unser Bayern, der Beilage der Bayerischen Staatszeitung, und der Zeitschrift für bayerische Landesgeschichte. Seit 2011 gehört er dem Kunstbeirat des Vereins der Freunde und Förderer des Herzoglichen Georgianums an.

## Veröffentlichungen (Auswahl)

### Autor
- Die Kirchen der Pfarrei Sankt Martin von Tours Langengeisling. Katholisches Pfarramt St. Martin Langengeisling, Erding-Langengeisling 2002.
- „Das fatale Jahr.“ Erding und die Säkularisation 1802/1803. Pfarrei Sankt Johann Baptist und Evangelist, Erding 2003.
- 150 Jahre Städtisches Heimatmuseum Erding. mit Paul Adelsberger, Stadt Erding, Erding 2006.
- Staatskirchentum, Reformkatholizismus und Orthodoxie im Kurfürstentum Bayern der Spätaufklärung. Der Erdinger Landrichter Joseph von Widnmann und sein Umfeld (1781–1803). (Dissertationsschrift) Beck, München 2007, ISBN 978-3-406-10771-9.
- Ludwig-Maximilians-Universität München. Das Hauptgebäude. mit Wolfgang J. Smolka und Katharina Weigand, Schnell + Steiner, Regensburg 2017, ISBN 978-3-7954-7067-8.
- Die Kunstkammern der Universität Ingolstadt. Schenkungen des Domherrn Johann Egolph von Knöringen und des Jesuiten Ferdinand Orban. Herbert Utz Verlag, München 2018, ISBN 978-3-8316-4746-0.

### Herausgeber
- Das herzogliche Georgianum in München. Strukturelle Untersuchungen zu seiner historischen und gegenwärtigen Gestalt. Mit Manfred Weitlauff, EOS-Verlag, St. Ottilien 2010.
- „Ganz unbrauchbar ...“. Die Pollinger Pinakothek der Ludwig-Maximilians-Universität. Mit Matthias Memmel, Garnies, Haar / München 2011, ISBN 978-3-926163-72-1.
- Die Weisse-Rose-Orgel der Ludwig-Maxmilians-Universität München. Dokumentation über Geschichte und Gestalt. Garnies, Haar / München 2014, ISBN 978-3-926163-85-1.
- Zur Geschichte der Katholisch-Theologischen Fakultät der Universität München und des Herzoglichen Georgianums im 19. und 20. Jahrhundert. mit Manfred Weitlauff, Münchener Theologische Zeitschrift 4 / 2014.
- Domus Universitatis. Das Hauptgebäude der Ludwig-Maximilians-Universität München 1835–1911–2011. Herberg Utz Verlag, München 2015, ISBN 978-3-8316-4326-4.
- Der rhetorische Auftritt. Redekultur an der Ludwig-Maximilians-Universität München 1826–1968. Herberg Utz Verlag, München 2016, ISBN 978-3-8316-4562-6.
- Die Sammlungen der Ludwig-Maximilians-Universität München gestern und heute. Eine vergleichende Bestandsaufnahme 1573–2016. Herberg Utz Verlag, München 2019, ISBN 978-3-8316-4774-3.